# 바타니

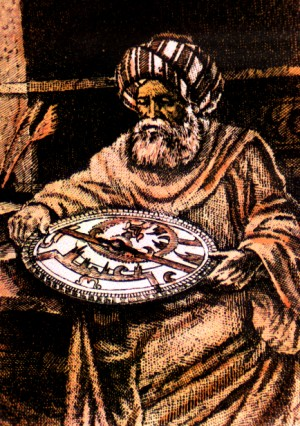

바타니(Al-Battani, 본명: Abū ʿAbd Allāh Muḥammad ibn Jābir ibn Sinān al-Raqqī al-Ḥarrānī aṣ-Ṣābiʾ al-Battānī, 아랍어: محمد بن جابر بن سنان البتاني)는 천문학자, 점성가, 수학자였으며 평생 동안 현재 시리아에 있는 락까에서 살면서 일했다. 중세 이슬람 세계의 천문학자 중 가장 위대하고 유명한 사람으로 간주된다.
바타니의 저술은 서양의 과학과 천문학 발전에 중요한 역할을 했다. 그의 책 Kitāb az-Zīj aṣ-Ṣābi'(900년 경)는 지구중심설에서 만들어진 최초의 현존하는 지즈(zīj, 천문표)로 힌두교나 사산 왕조 천문학의 영향을 거의 받지 않았다. 바타니는 클라우디오스 프톨레마이오스의 알마게스트를 다듬고 수정했지만, 자신만의 새로운 아이디어와 천문표도 포함시켰다. 이탈리아 천문학자 티볼리의 플라토(Plato Tiburtinus)가 1134년에서 1138년 사이에 손으로 쓴 라틴어 버전이 제작되었으며, 이를 통해 중세 천문학자들은 바타니에 익숙해졌다. 1537년에 지즈(zīj)의 라틴어 번역본이 뉘른베르크에서 인쇄되었다. 이탈리아 동양학자 카를로 알폰소 날리노(Carlo Alfonso Nallino)가 1899년에서 1907년 사이에 3권으로 출판한 주석이 달린 라틴어 버전은 중세 이슬람 천문학에 대한 현대 연구의 기초를 제공했다.